# Manuel Vázquez Montalbán
Manuel Vázquez Montalbán (ur. 14 czerwca 1939 w Barcelonie, zm. 18 października 2003 w Bangkoku) – hiszpański pisarz, poeta, eseista i publicysta.
Montalbán nie tylko jako pisarz był silnie związany z Katalonią. Debiutował jako poeta, zajmował się publicystyką polityczną - przez wiele lat współpracował z El País, był także autorem esejów o tematyce socjologicznej. Politycznie flirtował z komunizmem, krytykował reżim generała Franco. Pisał eseje na temat dziennikarstwa, polityki, socjologii, historii, kuchni, literatury, muzyki, znanych osobistości. Jego pierwszy esej Informe sobre la Información (1963) jest uważany za jedną z najlepszych rozpraw o dziennikarstwie wydanych w Hiszpanii.
Jako powieściopisarz jest znany głównie dzięki cyklowi powieści o Pepe Carvalho, ekscentrycznym prywatnym detektywie z Barcelony, smakoszu i znawcy sztuki kucharskiej (podobnie jak sam Montalbán). W publikowanych przez ponad 30 lat książkach z serii równie ważny jak kryminalna intryga jest zapis - czasem gorzki, czasem satyryczny - przemian zachodzących w tym czasie w hiszpańskim społeczeństwie. Montalbán stworzył jedną z najbardziej popularnych w Hiszpanii serię powieści kryminalnych. Akcja powieści toczy się zwykle w tym samym czasie, w którym została napisana, np. w powieści Sabotaje olímpico (Olimpijski sabotaż) czas akcji to rok 1992 - igrzysk w Barcelonie, jest to również data powstania tej powieści.
Włoski autor kryminałów Andrea Camilleri - w hołdzie złożonym pisarzowi - obdarzył swego bohatera, sycylijskiego komisarza policji, nazwiskiem Montalbano.

## Twórczość

### SeriaCarvalho
- Zabiłem Kennedy'ego (Yo maté a Kennedy 1972)
- Tatuaje (1975)
- La soledad del manager (1977)
- Morza południowe (Los Mares del Sur 1979)
- Morderstwo w Komitecie Centralnym (Asesinato en el Comité Central 1981)
- Ptaki Bangkoku (Los pájaros de Bangkok 1983)
- La rosa de Alejandría (1984)
- Historias de fantasmas
- Historias de padres e hijos
- Tres historias de amor
- Historias de política ficción
- Asesinato en Prado del Rey y otras historias sórdidas
- El balneario (1986)
- Środkowy napastnik zginie o zmierzchu (El delantero centro fue asesinado al atardecer 1989)
- Las recetas de Carvalho
- El laberinto griego (1991)
- Sabotaje olímpico (1993)
- El hermano pequeño (1994)
- Roldán, ni vivo ni muerto
- Nagroda (El Premio 1996)
- Kwintet z Buenos Aires (Quinteto de Buenos Aires 1997)
- El hombre de mi vida (2000)
- Milenio Carvalho (2004)

### Inne powieści
- Recordando a Dardé 1969
- Cuestiones marxistas 1974
- El pianista 1985
- Los alegres muchachos de Atzavara 1987
- Galíndez 1990
- Autobiografia generała Franco (Autobiografía del general Franco)
- El estrangulador, 1995

### Opowiadania
- Historias de fantasmas
- Historias de padres e hijos
- Historias de política ficción
- Asesinato en Prado del Rey y otras historias sórdidas
- Pigmalión y otros relatos

### Eseje
- Mis almuerzos con gente inquietante 1984
- Manifiesto subnormal 1970
- Crónica sentimental de España, 1971
- Joan Manuel Serrat, 1972
- El libro gris de Televisión Española, 1973
- Happy end o Guillermota en el país de las Guillerminas 1974
- Diccionario del Franquismo, 1977
- Pasionaria y los siete enanitos.
- Panfleto desde el planeta de los simios, 1995
- Contra los gourmets
- Historia y comunicación social
- Un polaco en la corte del rey Juan Carlos, 1996
- Y Dios entró en La Habana, 1998
- Marcos: el señor de los espejos, 1999
- La Aznaridad, 2003 (wydany pośmiertnie)